# ظفرنامه (سيرة يزدي)

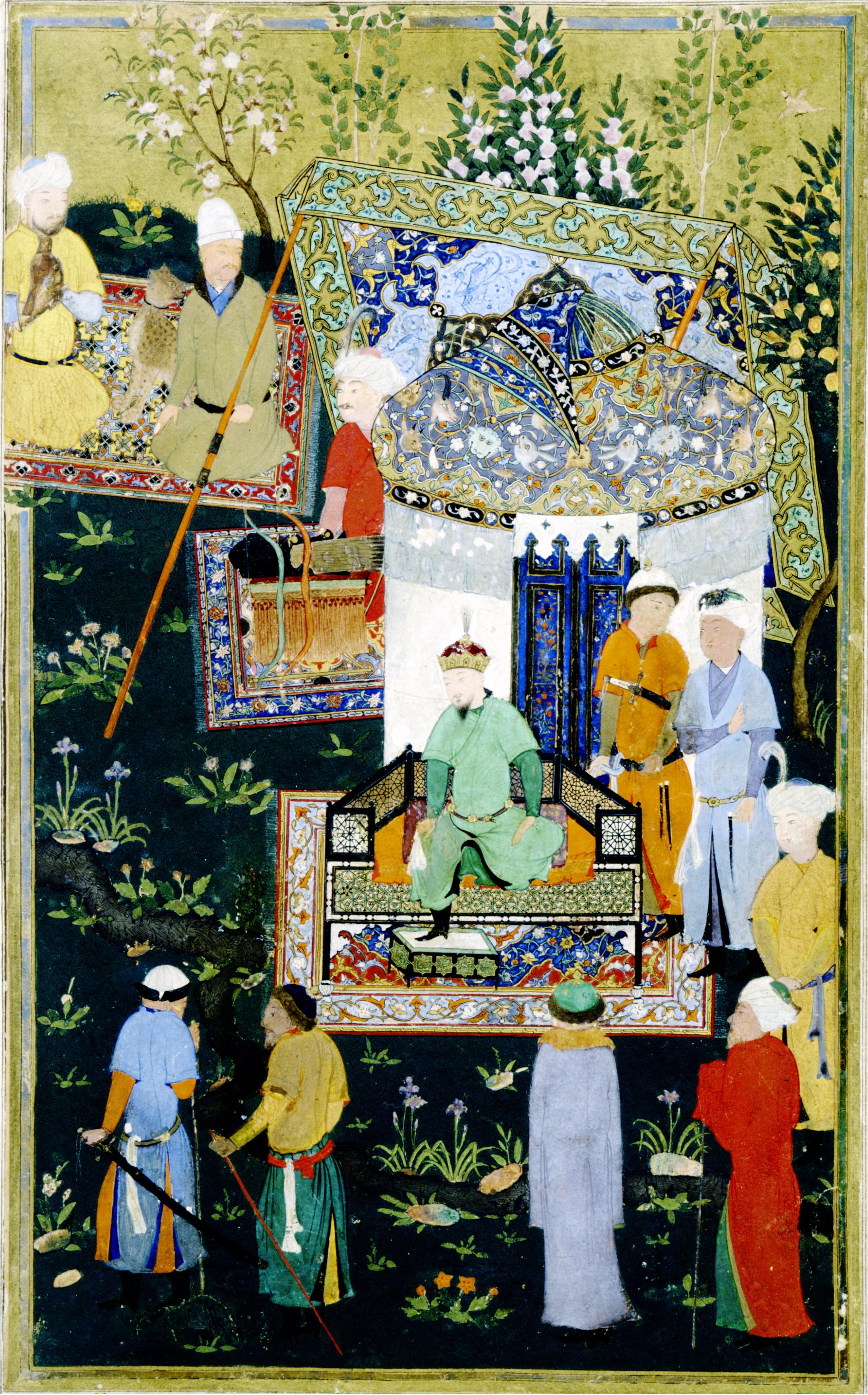
تيمور يستقبل الجماهير بمناسبة توليه العرش من غاريت ظفرنامه

ظفرنامه هو كتاب مديح كتبه شرف الدين علي يزدي بعد حوالي عقدين من وفاة موضوعه الرئيس، تيمورلنك، الفاتح التركي المغولي. كلفه إبراهيم سلطان بالكتاب، حفيد تيمور بين عامي 1424 و1428، ويظل أحد المصادر الأكثر شهرة لحياة تيمور. وقد كُتب النص باستخدام الملاحظات التي سجلها الكتبة الملكيون وأمناء تيمور، مما يشير إلى أن تاريخ الكتاب كان يعتمد على اختيار دقيق ومرغوب فيه للحقائق.
كانت أغلب الأشعار والنصوص في بداية إيران الإسلامية مديحية، وكُتبت بناء على طلب الزعماء السياسيين والدينيين كجزء من محاولتهم تأسيس إرثهم الخاص. في حياته، تمنى تيمور أن يُحيى ذكرى أعماله من خلال لغة واضحة وبسيطة. ومع ذلك، فإن الظفرنامه يحتوي على قدر لا بأس به من اللغة المبالغ فيها والمشاعر المديحية، مما يكشف أن الأذواق الأدبية للجيل التالي من الكتاب سادت على رغبات تيمور. كان كتاب الظفرنامه يُنسخ ويُوضَّح في بلاد فارس قبل أن يُترجم إلى اللغة الجاغائية في عهد الأوزبك، وإلى اللغة التركية العثمانية خلال القرن السادس عشر. وفي الآونة الأخيرة، تُرجم كتاب الظفرنامه إلى الفرنسية في عام 1722 على يد فرانسوا بيتيس دي لا كروا [الإنجليزية]، ثم إلى الإنجليزية في العام التالي.

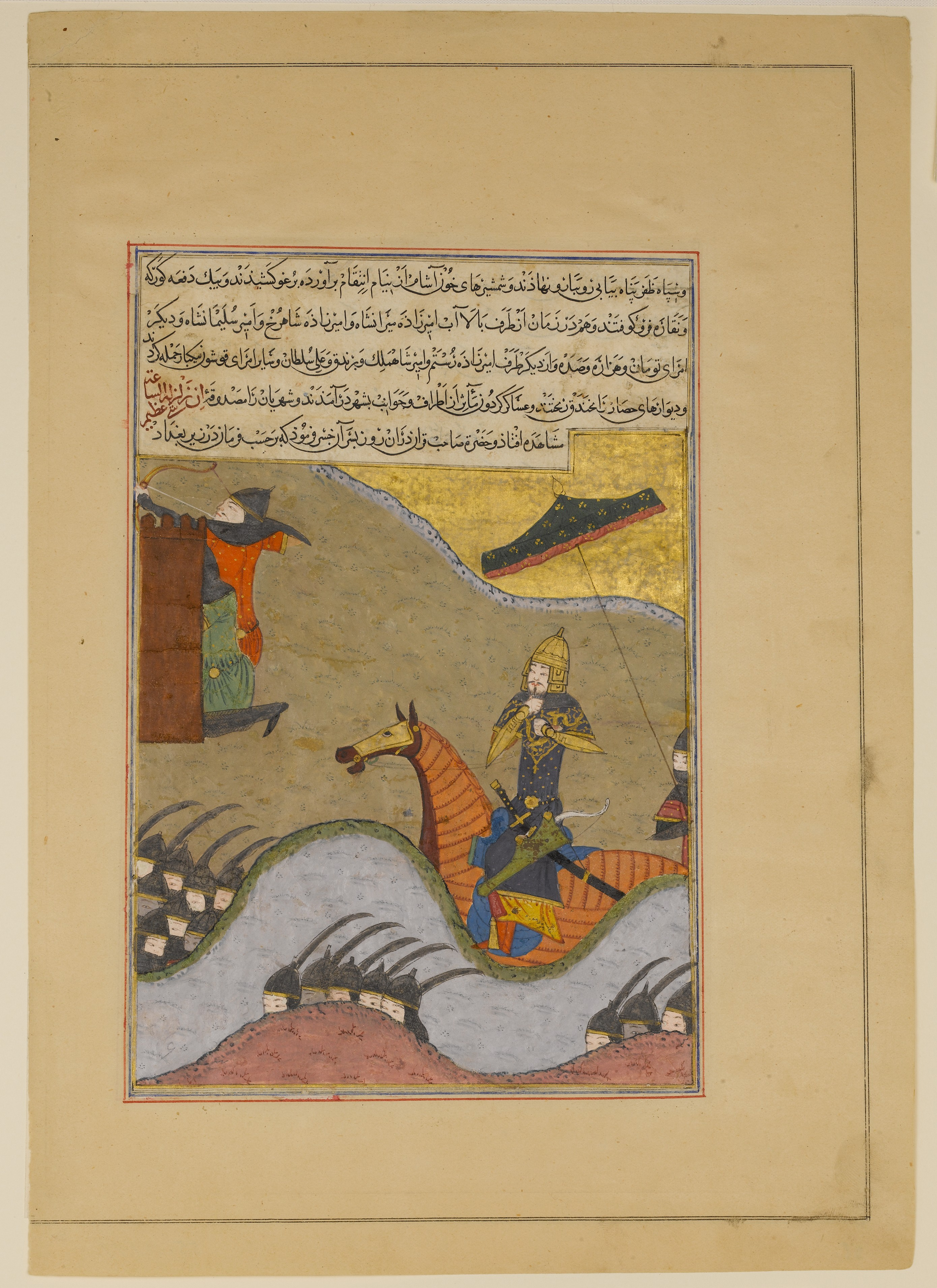
"فتح بغداد على يد تيمور"، من نسخة إبراهيم سلطان ، 1435–1436

يُعد كتاب ظفرنامه (يزدي) واحدًا من عدة نصوص من القرن الخامس عشر تسلط الضوء على قيادة تيمور وإنجازاته العسكرية. وقد اعتمد شرف الدين علي اليزدي على هذه النصوص السابقة حول مسيرة تيمور كفاتح للتأثير على نصه في الظفرنامه . كان أحد أهم مؤثراته هي السيرة الذاتية التي كتبها نظام الدين الشامي عام 1404. ومن الأمثلة على إثبات هذا القول استخدام قصة غياث الدين علي التي تفصل تجربة تيمور في الهند (روزنامه غزوات الهندوستان) والتي توجد في نسختين من الظفرنامه اللتين تفصل بينهما عقود من الزمن. في عام 1410، طالب أحد أبناء تيمور، شاه روخ خان، بنسخة محدثة من تاريخ والده. بحلول ذلك الوقت، كان المؤلف الأصلي "للظفرنامه "، وهو نظام الدين الشامي، قد توفي، لذا قام ناسخ آخر، تاج السلماني، بإكمال المخطوطة ووضع السنوات الأخيرة من حياة تيمور على الورق. كانت هذه السوابق النصية مهمة لإنشاء ظفرنامه السلطان التيموري حسين بايقره، لأنها أملت محتوى النص في المخطوطة.

## المؤلف
شرف الدين علي يزدي، المعروف أيضًا باسمه المستعار شرف، كان عالمًا في القرن الخامس عشر ألف العديد من الأعمال في الفنون والعلوم، بما في ذلك الرياضيات وعلم الفلك والألغاز والأدب مثل الشعر والتاريخ، وكان كتاب الظفرنامه أشهر أعماله (539). وُلِد في مدينة يزد الثرية في إيران في سبعينيات القرن الرابع عشر. كرّس جزءًا كبيرًا من حياته للعلم، وواصل تعليمه في سوريا ومصر حتى وفاة تيمور في عام 1405 (1،19). تمرد شرف الدين على الحاكم شاه روخ في عامي 1446 و1447 عندما كانت الحكومة ضعيفة، ولكن كُلف فيما بعد بالسفر إلى مدن مختلفة بسبب فطنته. أمضى السنوات الأخيرة من حياته في تافت، حيث توفي في نهاية المطاف في عام 1454 (مونفريد 539).
كُلف يزدي بكتابة سيرة تيمورلنك في عام 1421 والمعروفة باسم "الظفرنامه"، وأكملها بعد أربع سنوات في عام 1425. وكان حفيد تيمور السلطان أبو الفتح إبراهيم ميرزا راعيًا أثناء إتمام سيرة والده (منفرد 539).

## المخطوطات
توجد عدة نسخ مخطوطة مصورة من الظفرنامه ؛ ومع ذلك، من بين النسخ المكتوبة في القرن الخامس عشر، لم يتبق سوى ثلاث نسخ مصورة، وهي ظفرنامه إبراهيم سلطان، وظفرنامه غاريت، وظفرنامه متحف الآثار الإسلامية التركية. يمكن أن يُعزى تنوع إصدارات الظفرنامه إلى التنوع الكبير في الرعاة الذين كلفوا بإنتاج هذه المخطوطة. كان لكل راعي أذواق وأهداف شخصية مختلفة لنسخته من الظفرنامه ، مما أثر على اختيار الرسوم التوضيحية والتصميم الذي نفذه الفنانون الذين اختاروهم.
مخطوطة غاريت ظفرنامه [الإنجليزية] (أو مخطوطة بالتيمور ظفرنامه أو مخطوطة السلطان حسين ميرزا) هي مخطوطة مبكرة لكتاب ظفرنامه (والذي يعني كتاب الانتصارات) لشرف الدين علي يزدي وهي الآن في مكتبة جامعة جونز هوبكنز في بالتيمور، بميريلاند، في الولايات المتحدة الأمريكية. تحتوي المخطوطة على اثنتي عشرة صورة مصغرة فارسية (منمنمات)، في ستة صفحات مزدوجة، وقد صُنعَت حوالي عام 1467-1468، ربما في هرات. تنص الصفحة الأخيرة على أن المخطوطة كانت من عمل "الشير علي الأكثر تواضعًا"، الذي كان كاتبًا مشهورًا في عصره. ويعتقد أن هذه الرسوم التوضيحية الستة رسمها الفنان الشهير كمال الدين بهزاد.
أُنتجَت نسخة منها في ورشة عمل السلطان المغولي أكبر في تسعينيات القرن السادس عشر.

### طبعة 1436 (نسخة إبراهيم سلطان)
هذه هي الطبعة الأصلية، التي أمر بها إبراهيم سلطان، حفيد تيمور، وأكملت في عام 1436.

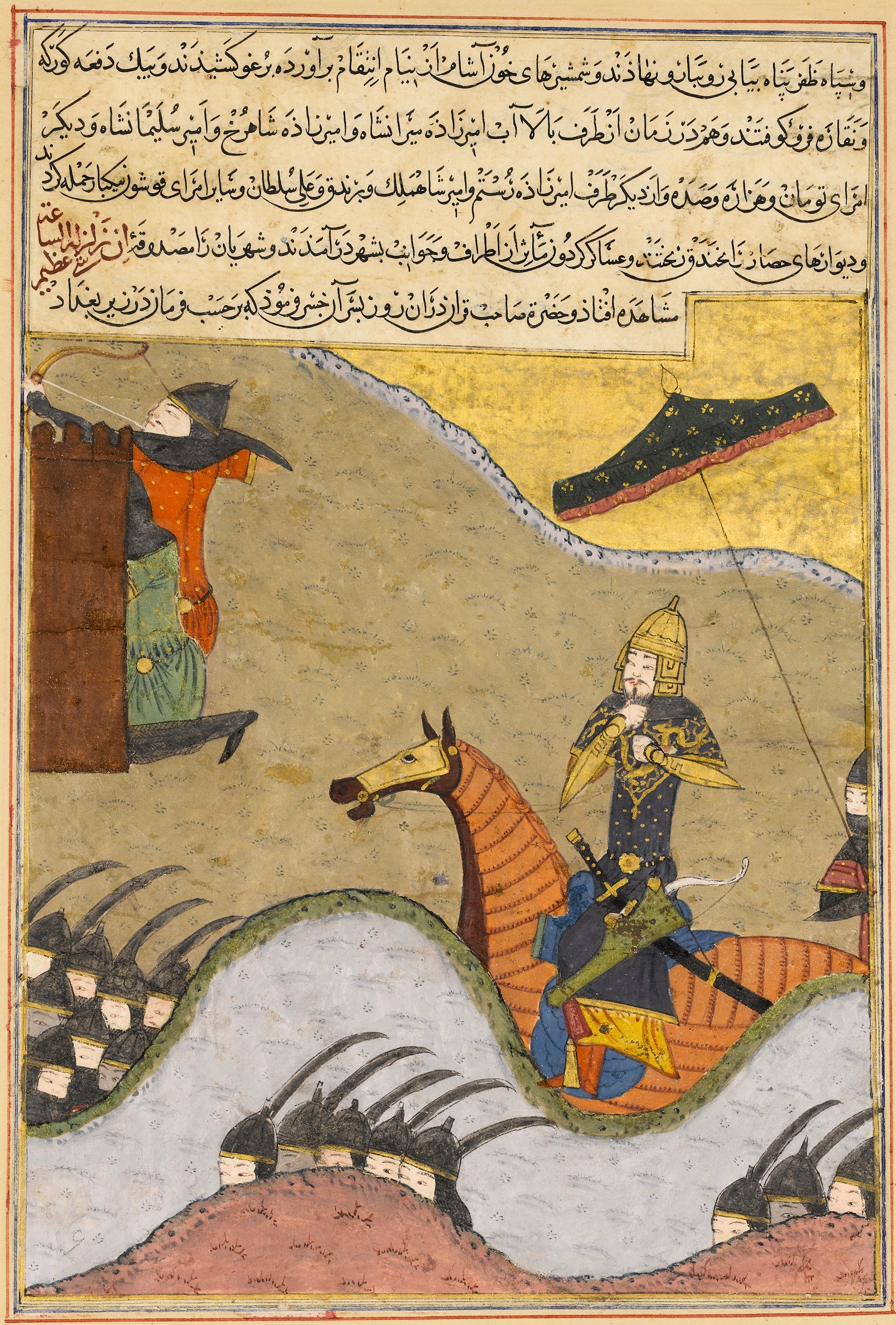
فتح بغداد، شيراز ، 1435-1436، نسخة إبراهيم سلطان
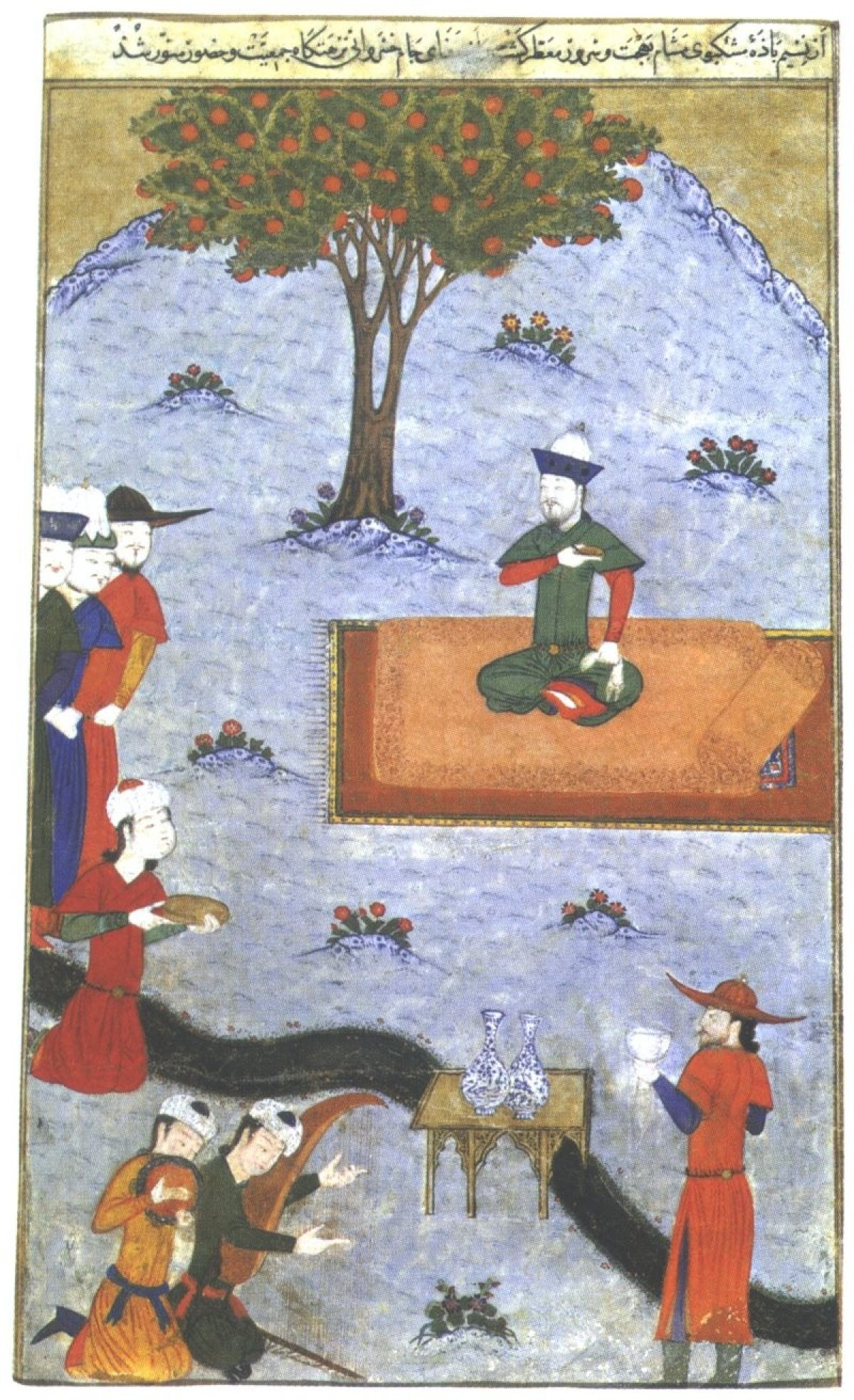
احتفال تيمور بغزو دلهي في عام 1396، 1436 نسخة من الظفرنامه.
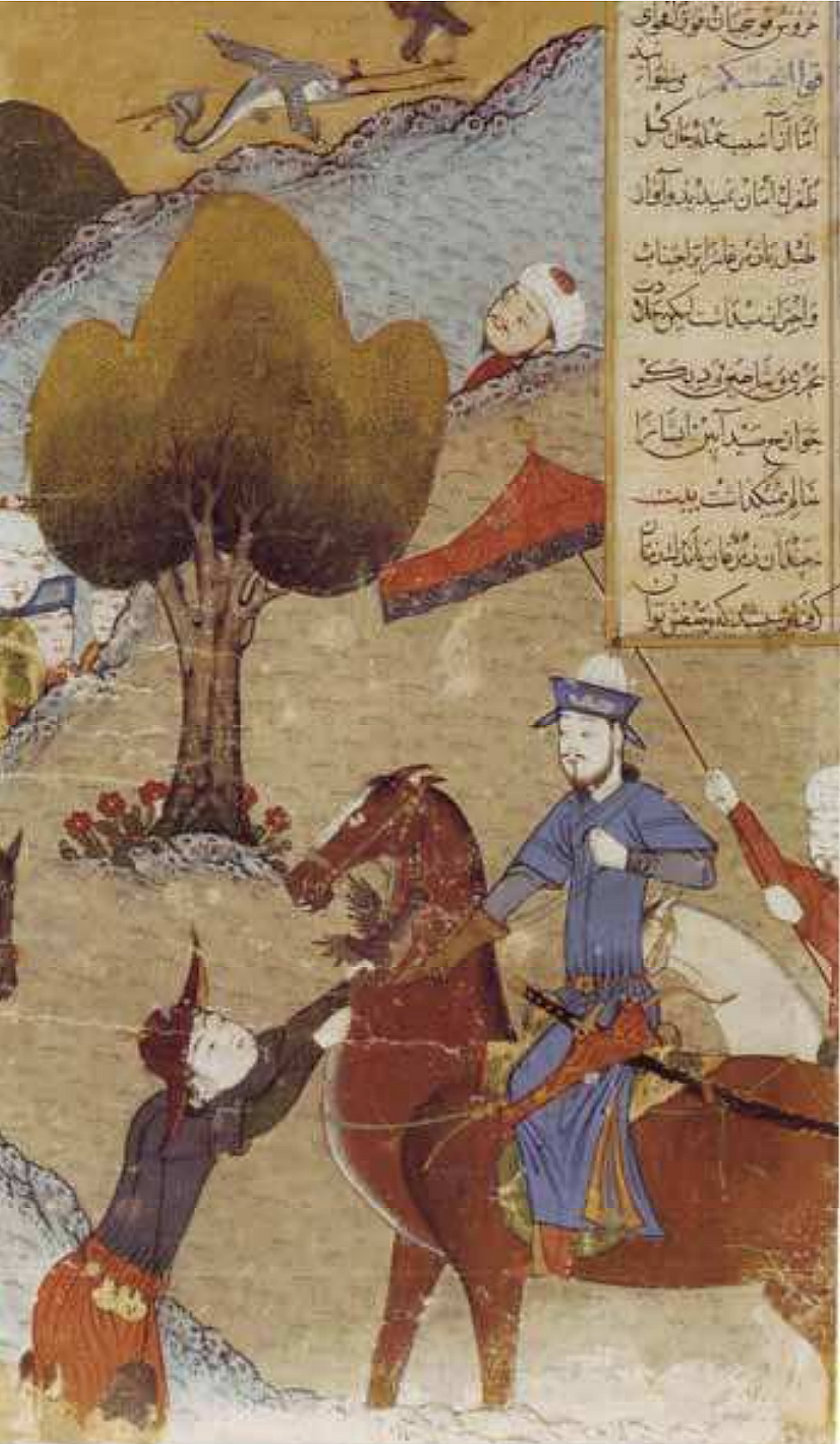
صيد تيمور، صفحة من زعفرانمة شرف الدين علي، يزدي. شيراز، 839هـ، 1436م

### طبعة 1467 (غاريت ظفرناماه)

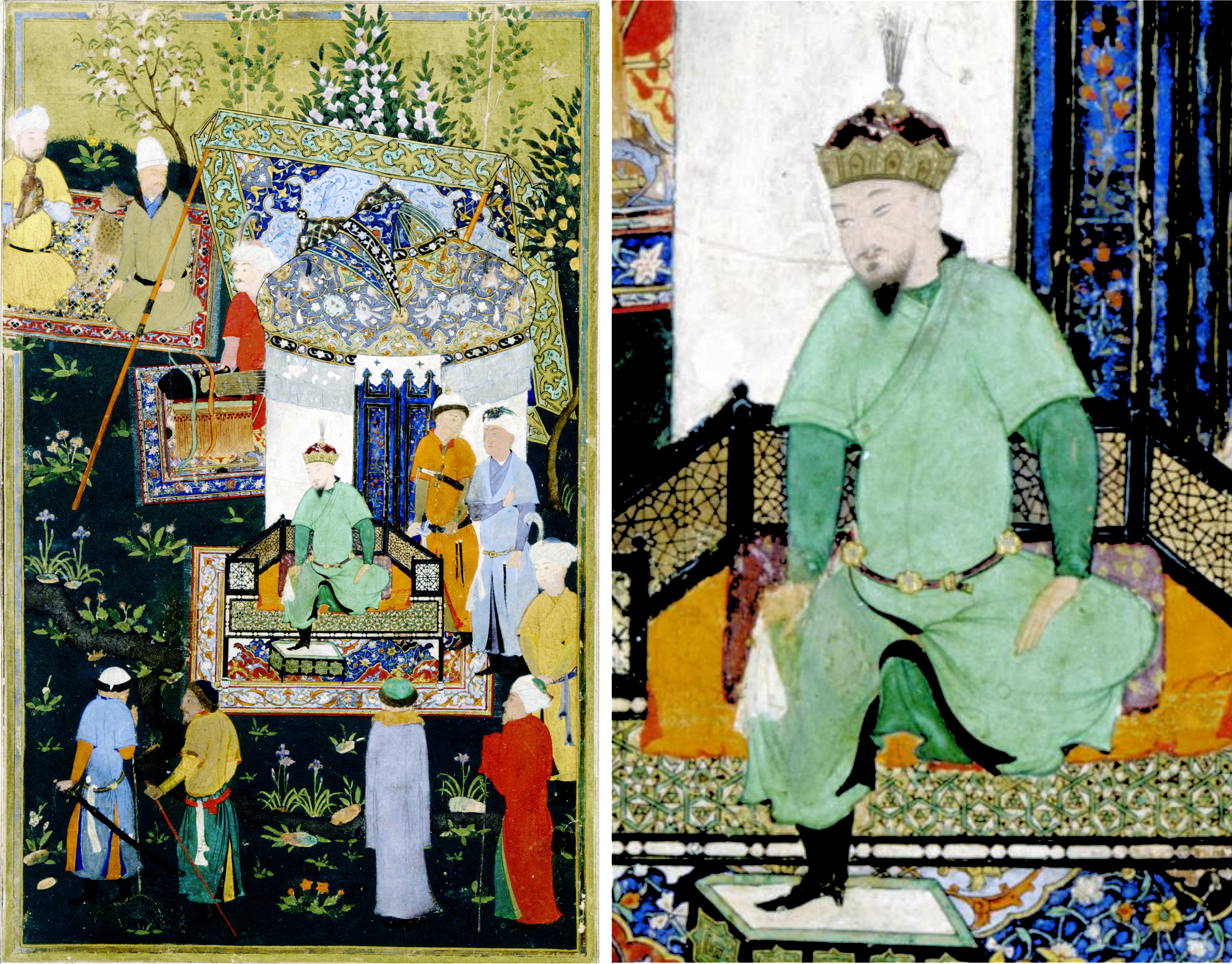
تصوير تيمورلنك وهو يستقبل الحضور بمناسبة توليه العرش، طبعة عام 1467
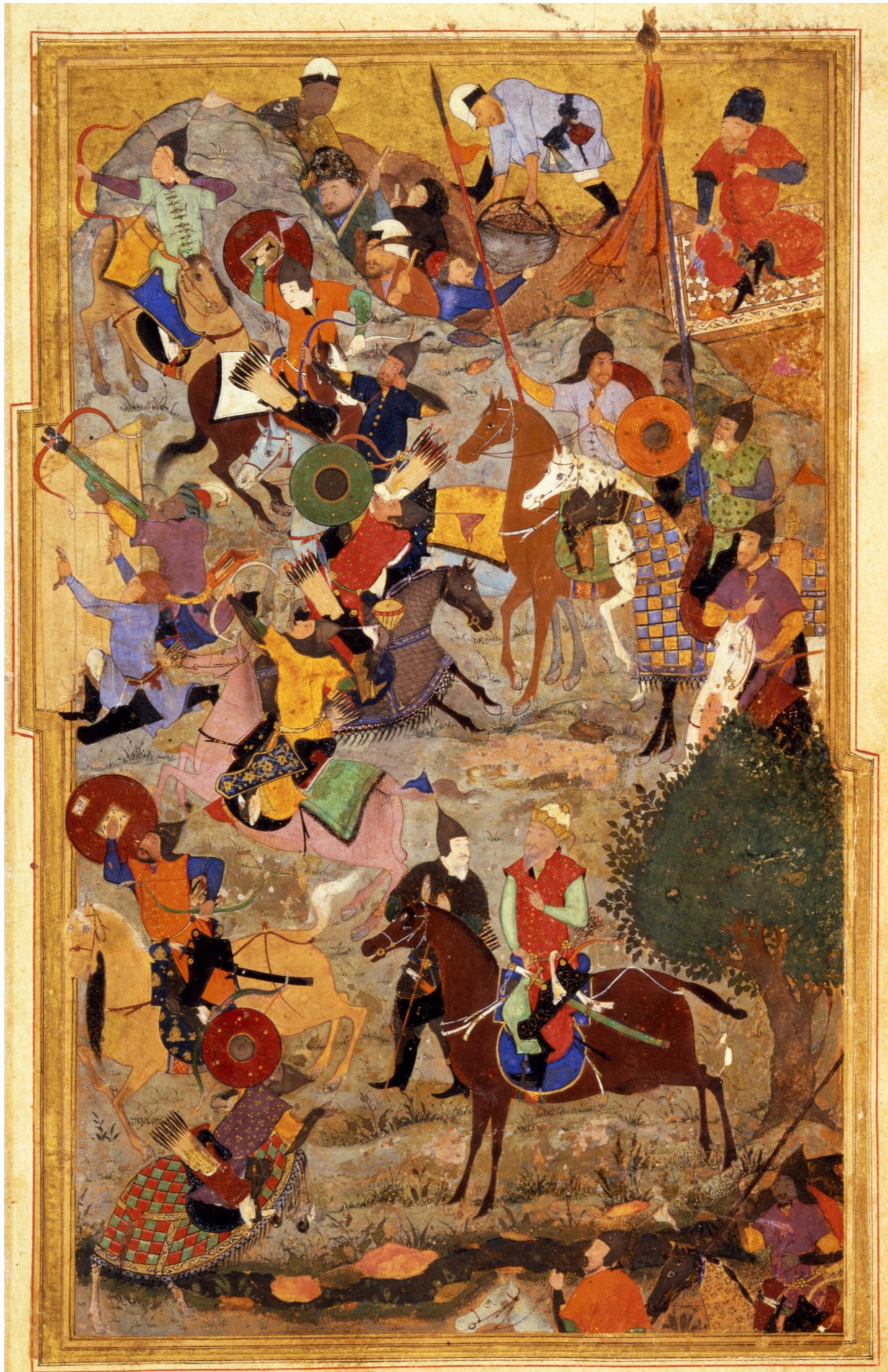
الهجوم على حصن فرسان القديس يوحنا في سميرنا
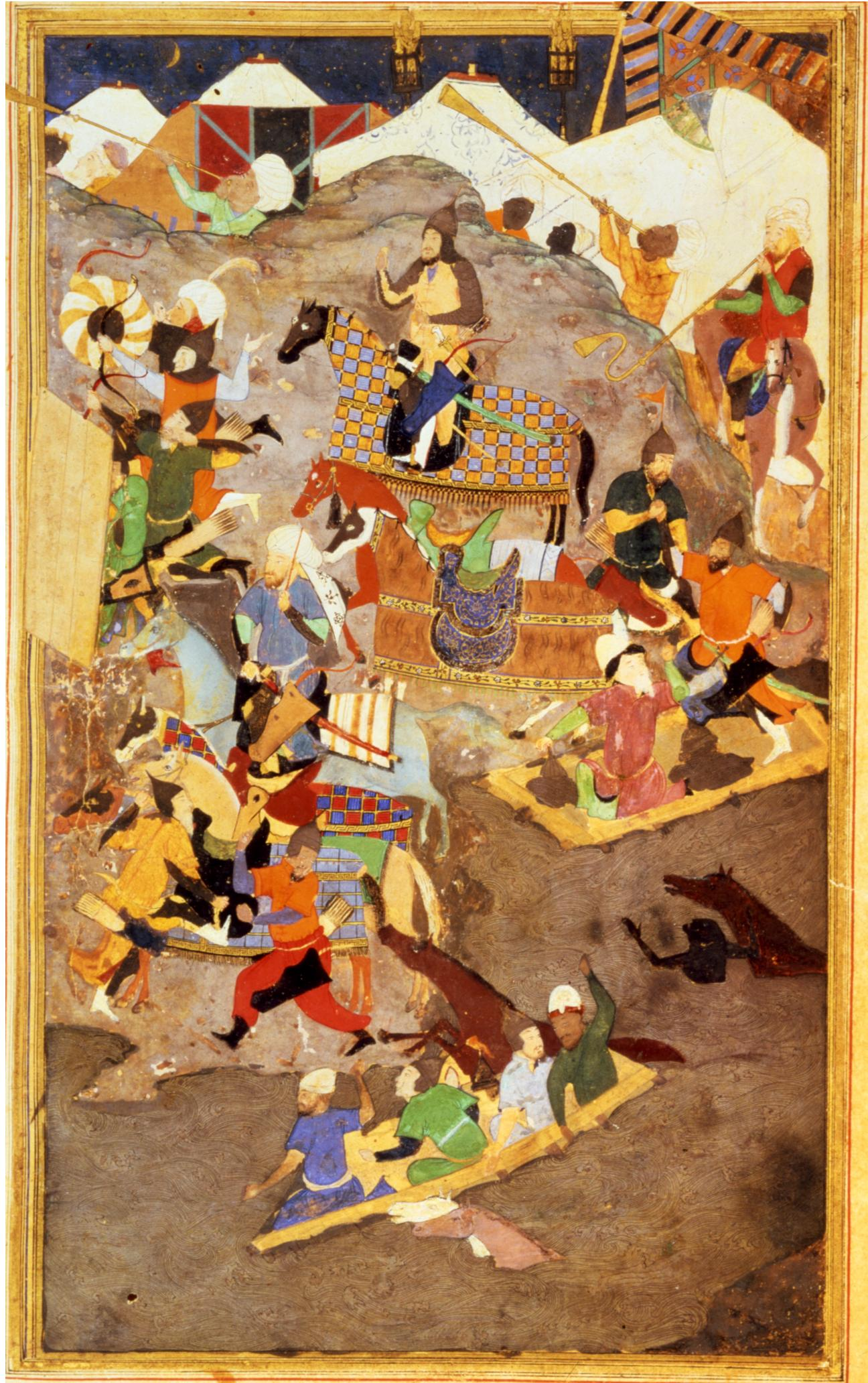
معركة على نهر أوكسوس
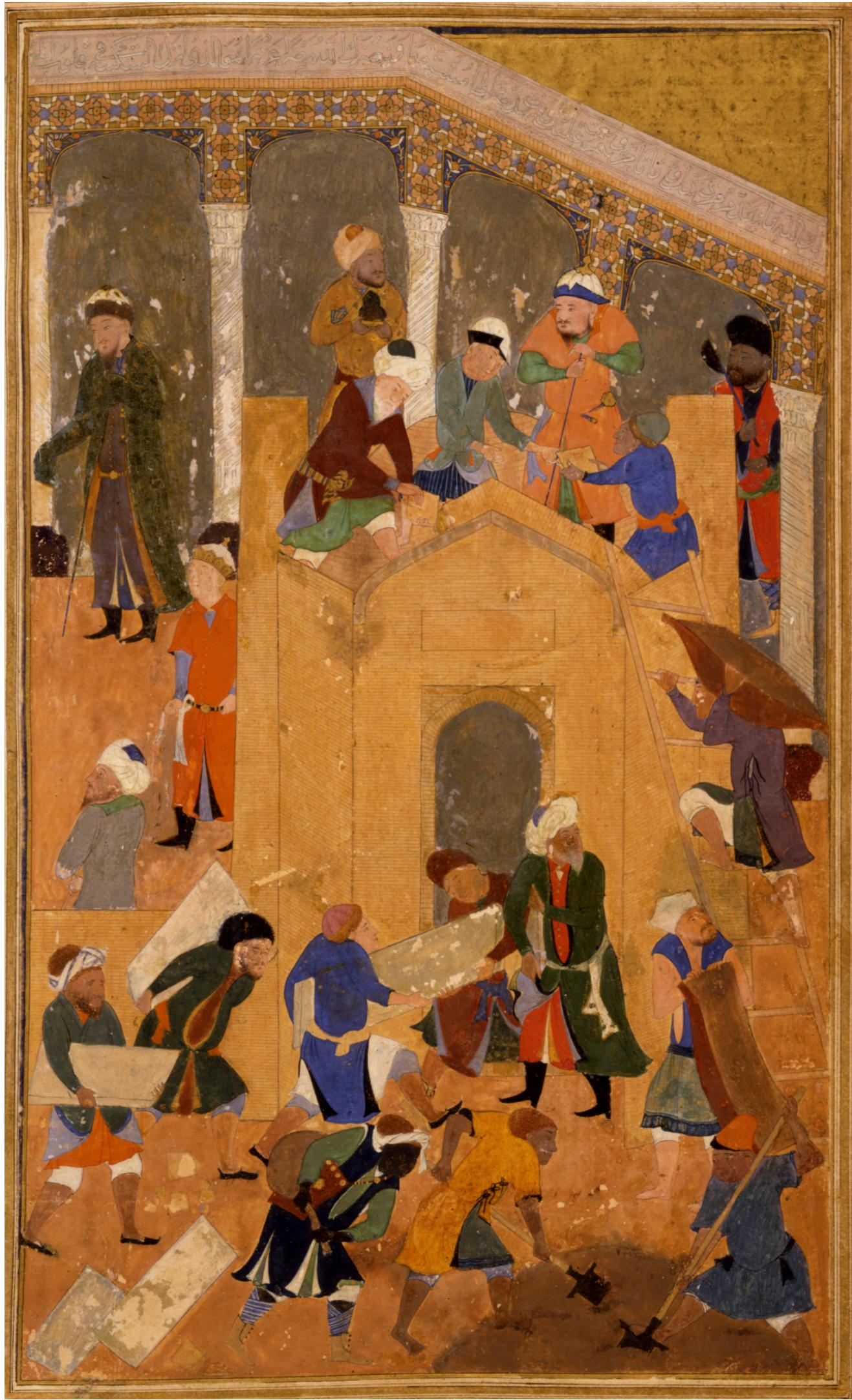
بناء المسجد الكبير في سمرقند

### طبعة 1485 (هرات، أفغانستان)

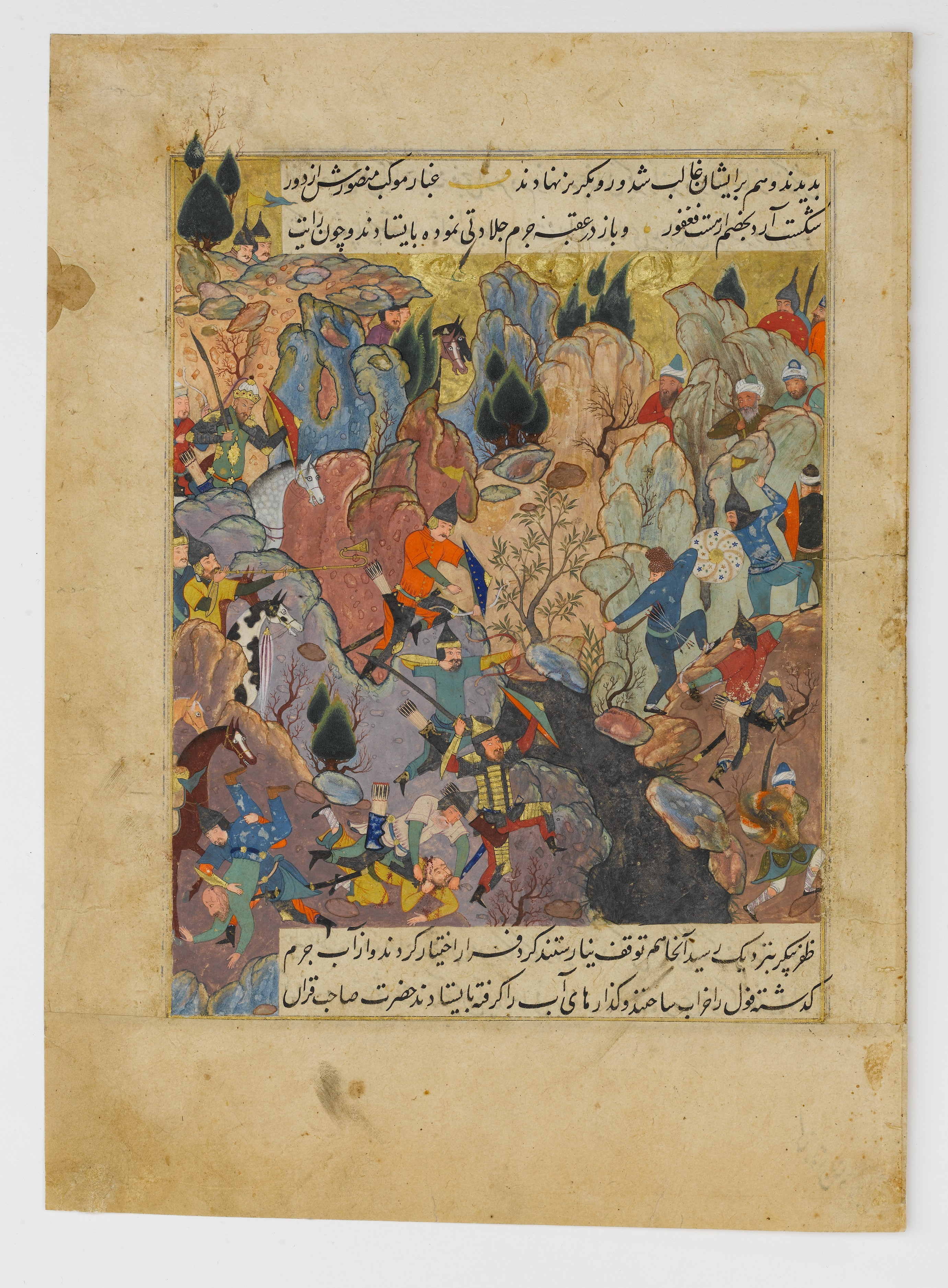
مشهد المعركة مع تيمور

### طبعة 1595-1600 (نسخة أكبر)
هذه نسخة أكبر، تم الانتهاء منها بين عامي 1595 و1600.

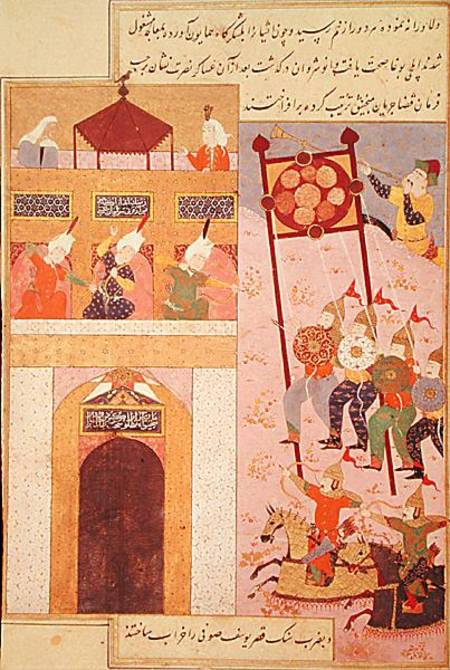
تيمور يحاصر أورغانج . نُشر بين عامي 1595–1600
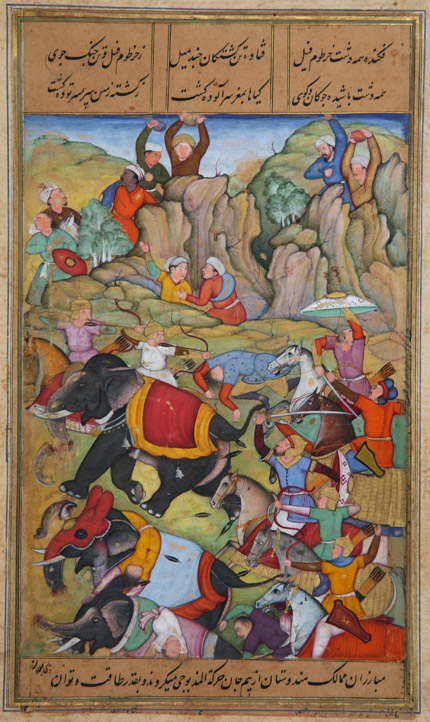
تيمور يهزم سلطان دلهي، من نسخة أكبر ، بين عامي 1595 و1600
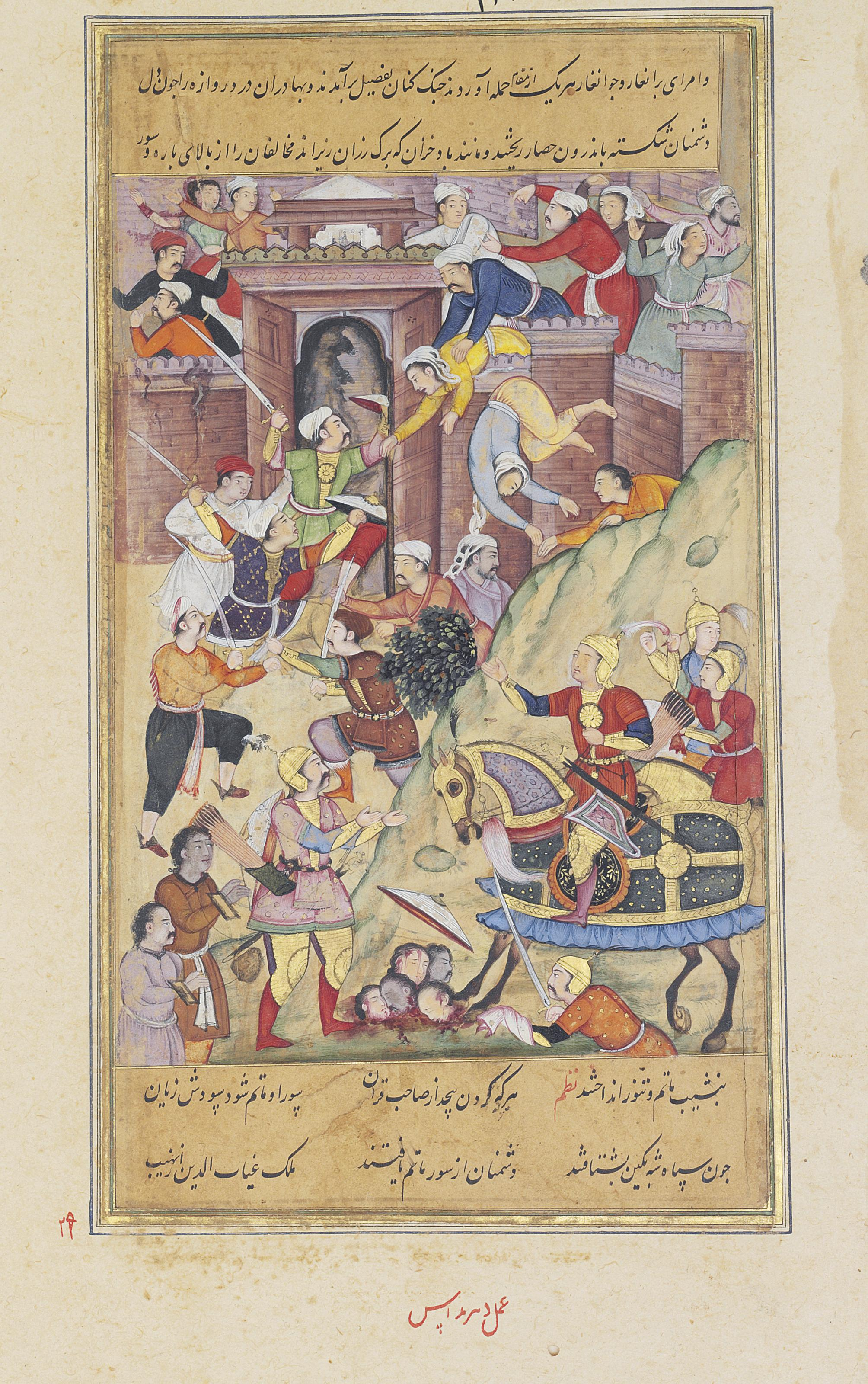
جيش تيمور يهاجم قلعة هرات، ويطالب غياث الدين، حاكم الكارتيين، بالسلام، الموقع في دارم داس، الهند المغولية، حوالي عام 1595-1600.

### إصدارات أخرى

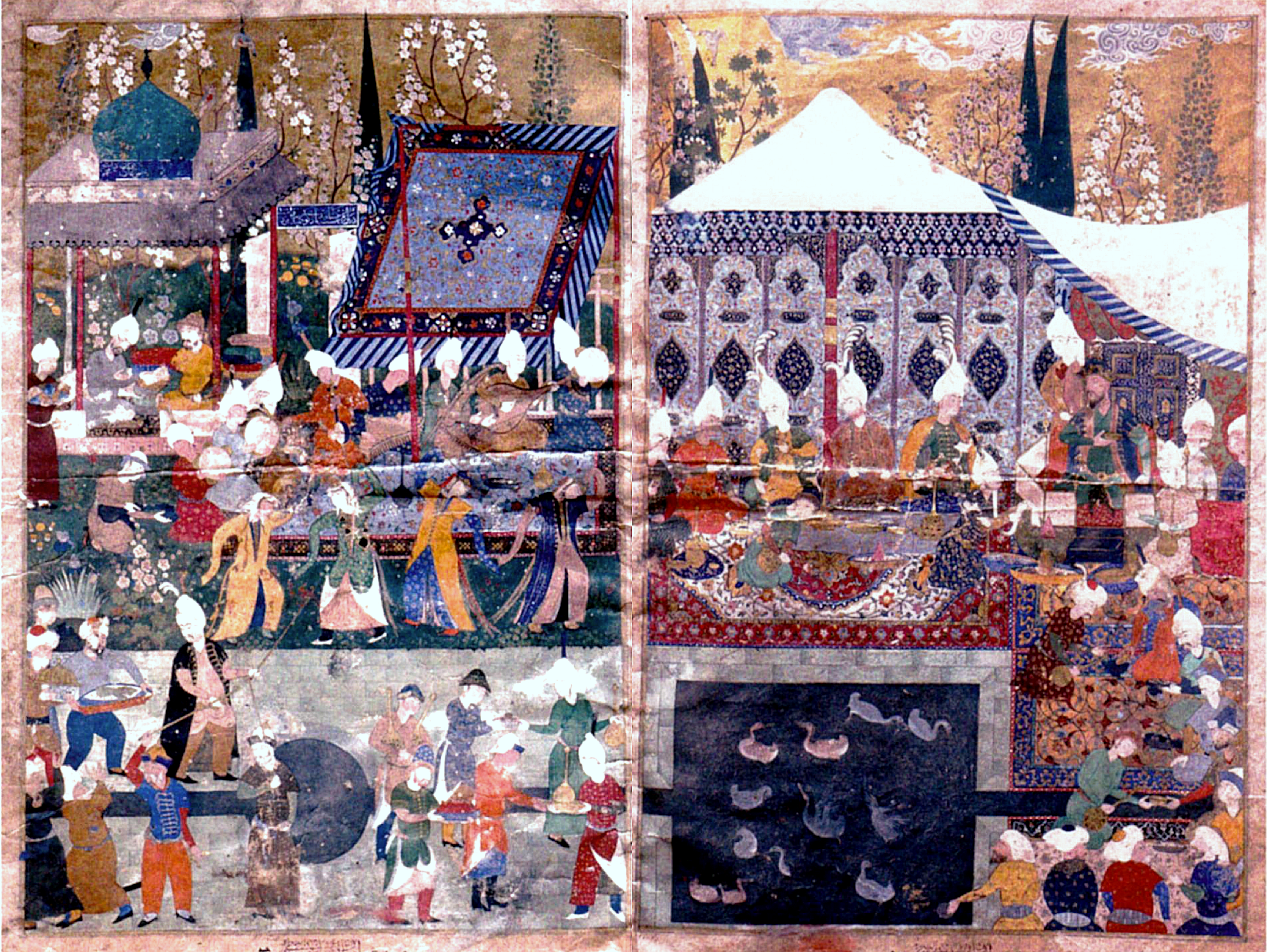
حفل زفاف الأمراء التيموريين (محمد سلطان، بير محمد وشاروخ)
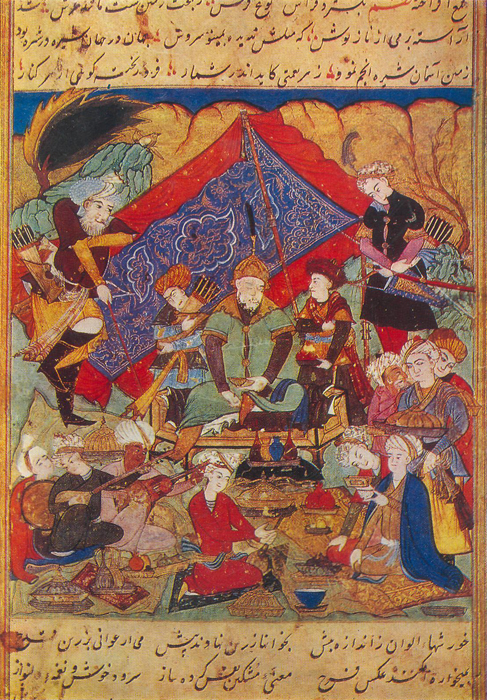
تيمور يحتفل في ضواحي سمرقند، 1628